# Megachile hecate
Megachile hecate är en biart som beskrevs av Joseph Vachal 1903. Megachile hecate ingår i släktet tapetserarbin, och familjen buksamlarbin. Inga underarter finns listade i Catalogue of Life.